# Wilhelm Vita

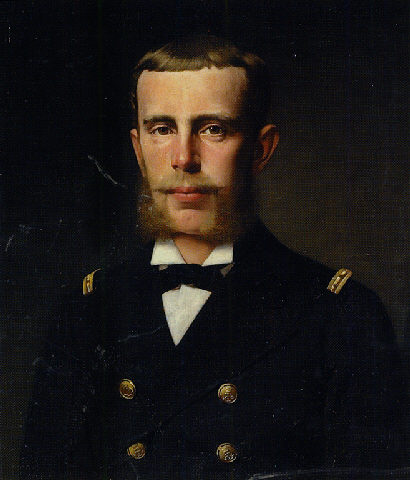
Porträt Kronprinz Rudolf als Korvettenkapitän

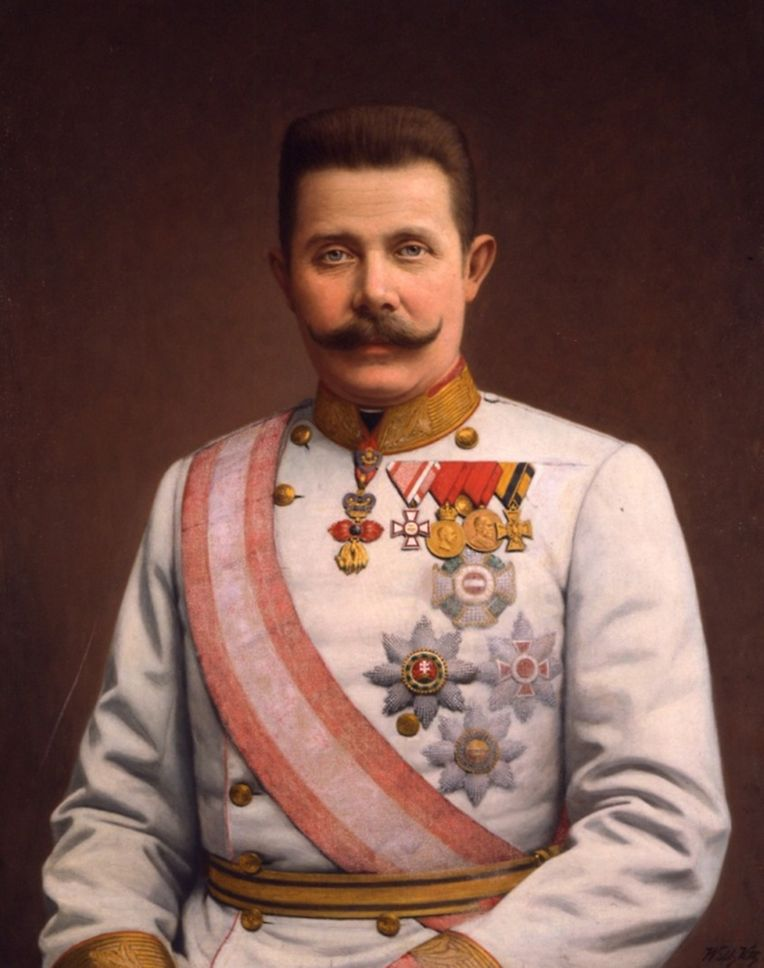
Porträt Franz Ferdinand als Kaiser von Österreich (Heeresgeschichtliches Museum, Wien)

Wilhelm Vita (* 5. Mai 1846 in Zauchtl; † 1. August 1919 in Wien) war österreichischer Genre- und Porträtmaler.

## Leben und Werk
Wilhelm Vita studierte von 1862 bis 1867 an der Wiener Akademie, seine Lehrer waren Peter Johann Nepomuk Geiger, Eduard von Engerth, Karl von Blaas und Heinrich von Angeli. Ab 1870 wählte Vita Wien als fixen Wohnsitz, Studienreisen sind keine nachgewiesen. Er porträtierte u. a. Anton von Schmerling und Thaddäus Peithner von Lichtenfels. Später erhielt er auch Aufträge aus dem Kaiserhaus, so porträtierte er mehrere Male den Kronprinzen Rudolf und Kaiser Franz Joseph, weiters Erzherzog Karl Ludwig und die Erzherzogin Margarete als Äbtissin des öffentlichen Damenstifts auf dem Prager Hradschin.
Besondere Aufmerksamkeit verdient ein Werk, das sich heute im so genannten „Sarajevo-Saal“ des Wiener Heeresgeschichtlichen Museums befindet. Das Gemälde zeigt den österreichischen Thronfolger Erzherzog Franz Ferdinand im weißen Galawaffenrock im Rang eines Feldmarschalls sowie mit den vier Großkreuzen des Maria-Theresia-Ordens, des k.u. Sankt Stephans-Ordens und Leopold-Ordens sowie des Ordens der Eisernen Krone. Es sind dies, mit Ausnahme des Stephans-Ordens, durchwegs Attribute, die Franz Ferdinand als Erzherzog und Thronfolger nicht zugestanden sind, die er aber im Fall einer Thronbesteigung angelegt hätte. Das Gemälde wurde wohl bei dem in Hofkreisen als Maler offizieller Porträts sehr geschätzten Wilhelm Vita als Teil von vorbereitenden Maßnahmen getroffen. Es stellt demnach Franz Ferdinand als Kaiser dar und mag für den Fall der Thronbesteigung als Vorlage für offizielle Kaiserbilder in Schulen oder auf Briefmarken und dergleichen vorgesehen gewesen sein. Nach der Ermordung des Thronfolgers wurde das zur Utopie gewordene Porträt soweit übermalt, dass es wiederum mit der realen Vergangenheit übereinstimmte. In diesem Zustand wurde das Gemälde vom Heeresgeschichtlichen Museum 1959 aus Privatbesitz erworben und nach Entfernung der Übermalungen der ursprüngliche Zustand wiederhergestellt. Heute zeigt es in eindringlicher Weise den Unterschied zwischen der Wunschvorstellung des Erzherzogs und der Wirklichkeit.
Ab 1870 war Vita Mitglied des Wiener Künstlerhauses. Er gründete 1889 in Anlehnung an die Pariser Ausstellung „Salon des Refusés“ den so genannten „Salon der Zurückgewiesenen“, aus dem dann 1891 der Wiener Künstlerclub hervorging.

## Familie
Am 8. Mai 1869 heiratete er in Wien Ludmilla Pscherer (geb. Wien, 3. September 1850). Gemeinsam hatten sie eine Tochter, Rosina (Wien 15. Oktober 1870 – Baden 30. Juli 1952), die Schauspielerin wurde und 1923 in Baden Isidor Tengler heiratete.

## Werke (Auszug)
- Porträt Erzherzog Franz Ferdinand. Öl auf Leinwand, um 1910, 78,5 × 72,5 cm. Heeresgeschichtliches Museum, Wien.
- Porträt Kaiser Franz Joseph I. von Österreich. Öl auf Leinwand, 1914, 240 × 133 cm. Heeresgeschichtliches Museum, Wien.
- Porträt Kaiser Franz Joseph I. von Österreich. Öl auf Leinwand, 1896, 128 × 91 cm. Heeresgeschichtliches Museum, Wien.
- Porträt Kronprinz Rudolf von Österreich. Öl auf Leinwand, 1883, 220 × 127 cm. Heeresgeschichtliches Museum, Wien.
- Porträt Kronprinz Rudolf von Österreich. Öl auf Leinwand, 1882, 145 × 82 cm. Heeresgeschichtliches Museum, Wien.